# Blerim Sejdiu
Blerim Sejdiu (mac. Бљерим Сејдиу; ur. 4 września 1985 w Tetowie) – północnomacedoński polityk i prawnik pochodzenia albańskiego, burmistrz gminy Żelino.

## Życiorys
Ukończył studia prawnicze na Uniwersytecie Europy Południowo-Wschodniej w Tetowie, następnie odbył studia podyplomowe oraz magisterskie na Uniwersytecie FON w Skopju. Pracował przez kilka lat w zawodzie prawnika, jednocześnie pełnił funkcję sekretarza Shkëndii Tetowo, a w latach 2010–2016 kierował Wydziałem Prawnym Międzynarodowego Uniwersytetu Bałkańskiego w Skopju.
W ramach wyborów samorządowych z 2017 roku objął urząd burmistrza gminy Żelino, skutecznie ubiegał się o reelekcję w wyborach z 2021 roku.

## Życie prywatne
Żonaty, ma dwoje dzieci.